# Horreum

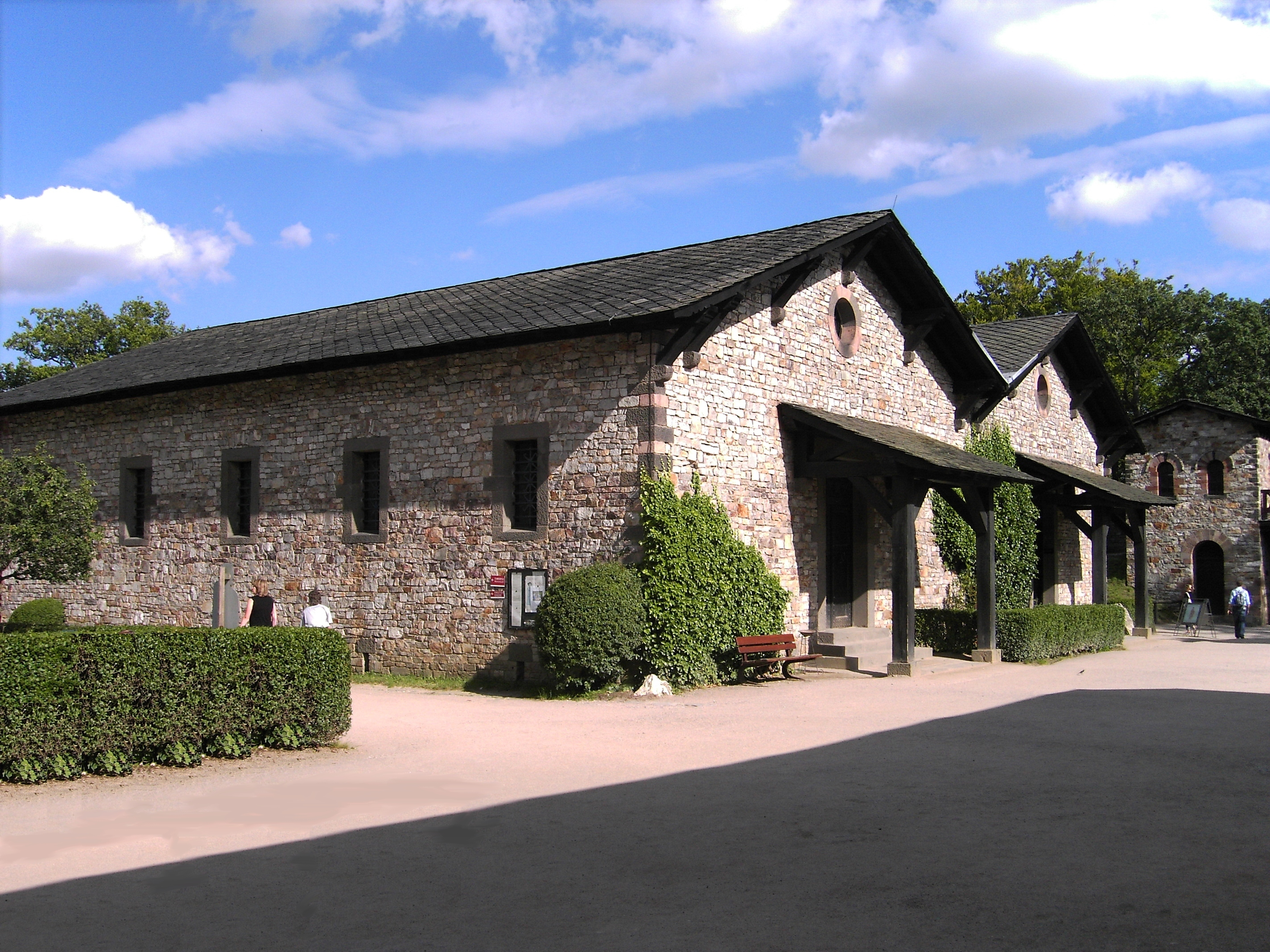
Zrekonstruowane horreum w kasztelu Saalburg w Bad Homburg

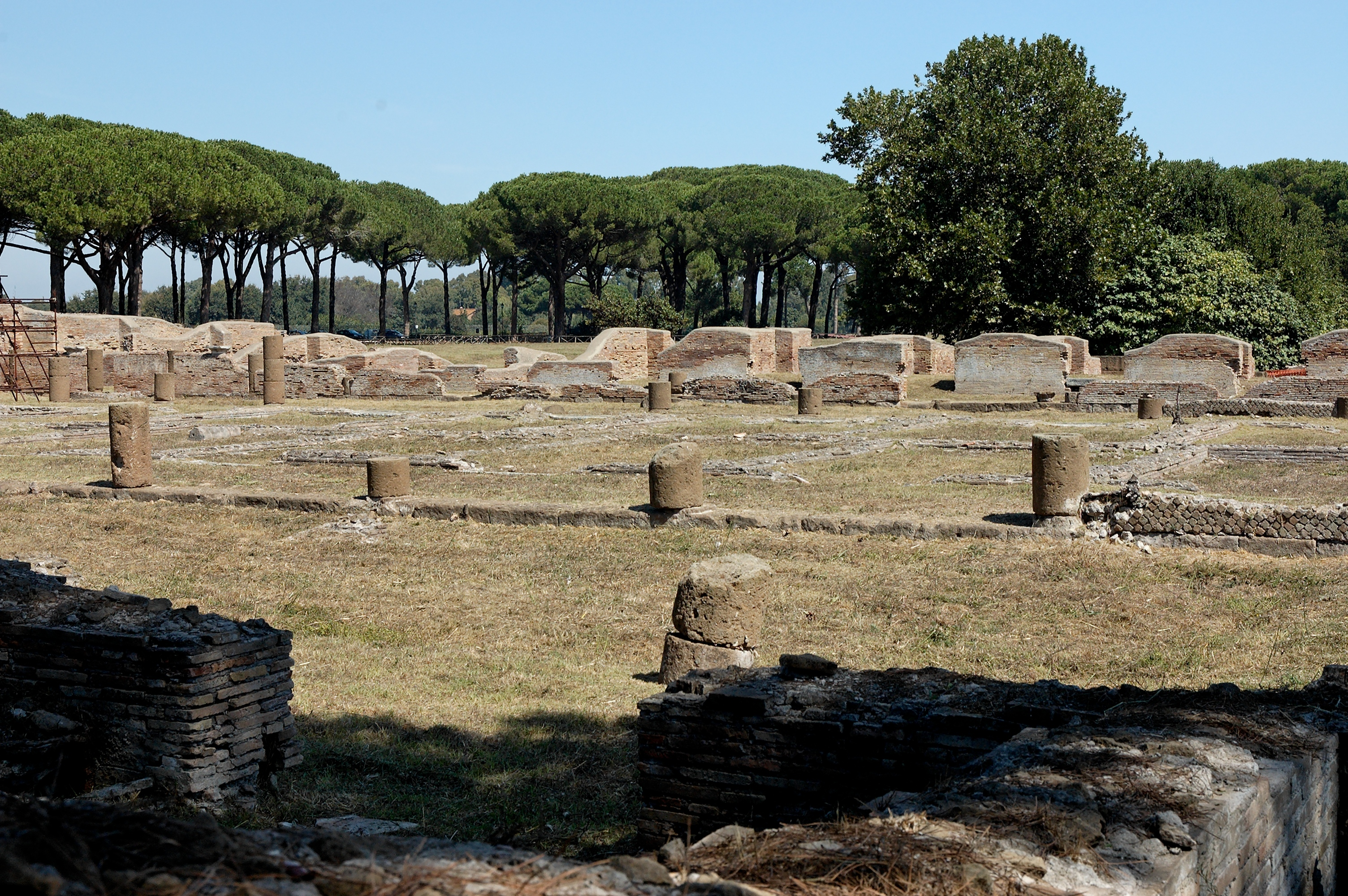
Pozostałości horreum w Ostii

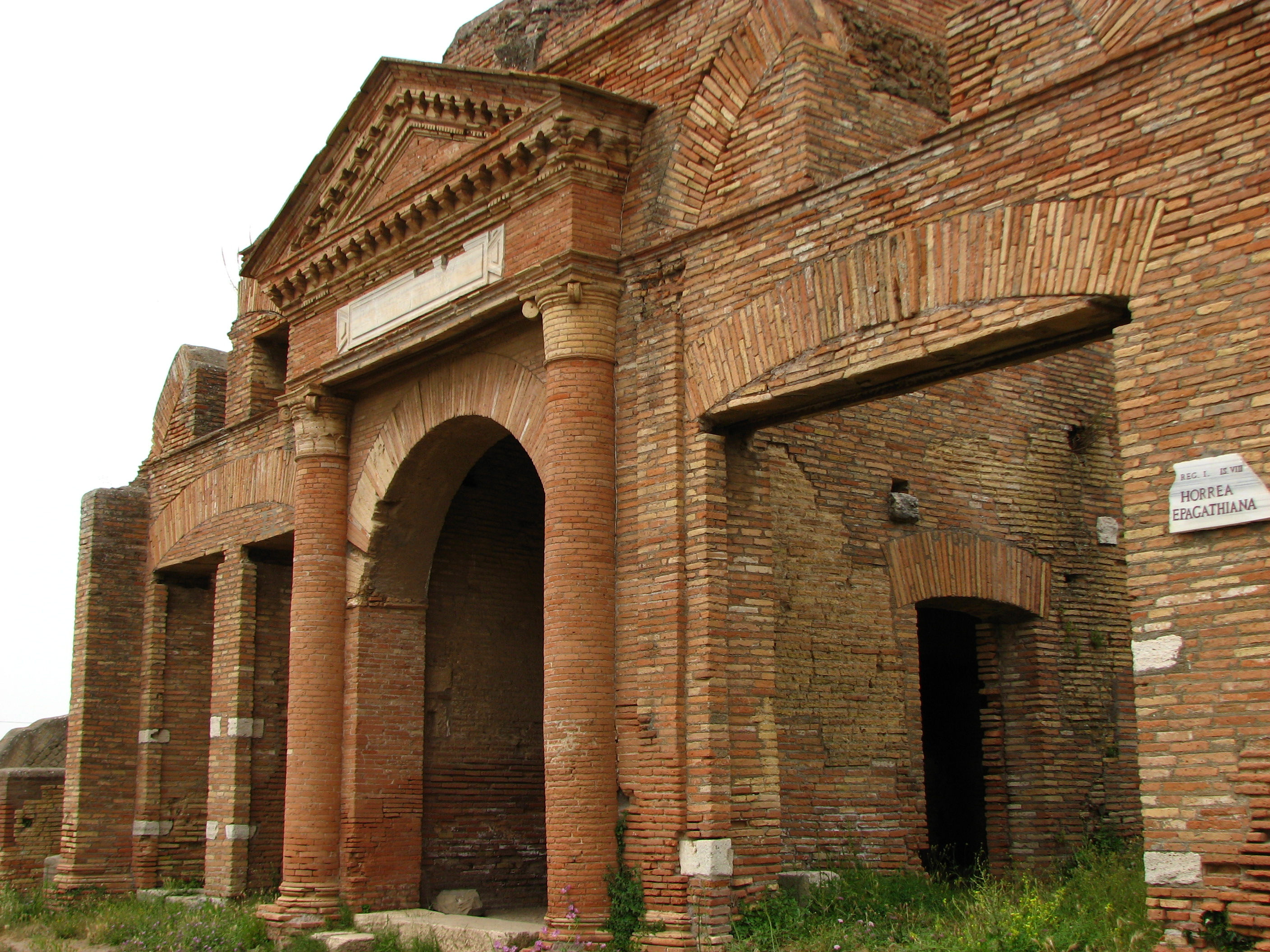
Horrea Epagatusa i Epafroditusa w Ostii z lat 145-150 n.e.

Horreum (łac., l.mn. horrea) – w starożytnym Rzymie rodzaj wielkiego magazynu do gromadzenia artykułów użyteczności publicznej.

## Cechy ogólne
Mimo że określenia tego często używa się w odniesieniu do spichlerzy (granaria), rzymskie horrea były wykorzystywane do przechowywania wielu innych towarów. Np. olbrzymi zespół tzw. Horrea Galbae w Rzymie służył nie tylko do magazynowania zboża, ale również oliwy, wina, różnych produktów spożywczych, odzieży, a nawet marmuru. Pod koniec okresu cesarstwa w samym Rzymie było 300 horreów służących zaspokojeniu potrzeb mieszkańców miasta. Największe z nich były ogromne, nawet przy uwzględnieniu współczesnych standardów. Horrea Galbae miały 140 pomieszczeń (tylko na poziomie gruntu) o łącznej powierzchni ok. 21 tys. m². Wielkość przestrzeni magazynowej w publicznych horreach można ocenić na podstawie wypowiedzi Septymiusza Sewera, gdy umierając (211 n.e.), stwierdził, że pozostawia miejskie horrea zaopatrzone w ilość żywności wystarczającą na utrzymanie milionowej populacji miasta przez 7 lat. Mniejsze, ale podobne horrea budowano dla  każdego rzymskiego miasta, miasteczka czy twierdzy na obszarze całego imperium. Dobrze zachowane przykłady horreów wojskowych odkryto na Wale Hadriana w Anglii, a szczególnie w fortach Housesteads, Corbridge i South Shields.
Horrea zaczęto budować w Rzymie pod koniec II wieku p.n.e. Pierwsze znane horreum publiczne zostało wybudowane przez trybyna ludowego Gajusza Grakchusa w 123 roku p.n.e. Nazwą tą zaczęto określać każde miejsce przeznaczone do przechowywania towarów, często więc używano go w odniesieniu do piwnic (horrea subterranea), ale nawet użyte względem miejsc, gdzie przechowywano dzieła sztuki, a nawet do bibliotek. Niektóre z publicznych horreów miały podobieństwo do banków, w których można było przechowywać kosztowności, ale horreów pierwszorzędnych należały miejsca, gdzie przechowywano i dystrybuowano przez państwo produkty żywnościowe, jak zboże czy oliwa. Olbrzymie potrzeby Wiecznego Miasta sprawiały, że ilość towarów przechodzących przez nie towarów była ogromna, nawet według norm dzisiejszych. Szacuje się, że sztuczne wzgórze Monte Testaccio w Rzymie, wznoszące się za terenem Horrea Galbae, zawiera szczątki przynajmniej 53 milionów amfor po oliwie, w których sprowadzono ok. 6 miliardów litrów tego płynu.

## Konstrukcja i nazewnictwo
Horrea w Rzymie i jego porcie Ostii miały dwie lub więcej kondygnacji. Wyposażano je raczej w rampy niż schody dla zapewnienia łatwiejszego dostępu do kondygnacji wyższych. Parter spichlerzy posadowiony był na filarach dla ograniczenia przeniknięcia do wnętrza wilgoci i zniszczenia zboża. Wiele horreów przypomina duże powierzchnie handlowe z rzędami małych sklepów (tabernae) po bokach centralnego dziedzińca, z których część mogła mieć charakter ekskluzywny, służąc przypuszczalnie jako odpowiednik współczesnych centrów handlowych. W innych, jak np. w Ostii, zrezygnowano z dziedzińca i zamiast tego postawiono rzędy tabernae ustawionych tyłem do siebie. Na Bliskim Wschodzie horrea wyglądały całkiem odmiennie, mając postać pojedynczego rzędu bardzo głębokich tabernae, otwartych na jedną stronę. Odpowiadało to rozwiązaniu architektonicznemu, szeroko stosowanemu w pałacach i kompleksach świątynnych całego tego obszaru na długo przed przybyciem Rzymian.
W celu zmniejszenia zagrożenia ogniem horrea budowano z grubymi ścianami, a ich okna były zawsze wąskie i umieszczone wysoko na ścianie dla utrudnienia kradzieży. Drzwi zabezpieczano skomplikowanych systemem zamków i rygli. Nawet największe horrea miały zwykle tylko dwoje lub troje drzwi zewnętrznych, często na tyle wąskich, by uniemożliwiały wjazd wózków. Mozolnego transportowania towarów do wnętrza i na zewnątrz budynków najprawdopodobniej dokonywano wyłącznie siłą rąk ludzkich. Największe horrea zapewne musiały zatrudniać duże zespoły robotników.
Rzymskie horrea nosiły nazwy indywidualne. Niektóre z nich wskazywały na rodzaj przechowywanych (i prawdopodobnie sprzedawanych) towarów, takich jak wosk (candelaria), papirus (chartaria) lub pieprz (piperataria). Inne nosiły imiona cesarzy (jak Horrea Galbae na cześć Galby) bądź osobistości związanych z rodziną cesarską. Szczególnie dobrze zachowane horreum w Ostii – Horrea Epagathiana et Epaphroditiana, zgodnie z inskrypcją nazwano imionami wyzwoleńców Epagatusa i Epafroditusa, ich przypuszczalnych właścicieli.

## Literatura tematu
- G. Rickman: Roman granaries and store buildings. Cambridge 1971
- J. Salido Dominguez: Horrea militaria. El aprovisionamiento de grano al ejército en el occidente del Imperio romano. Anejos de Gladius 14, Madrid 2011
- J. Salido Dominguez: “Los graneros militares romanos de Hispania”. W: A. Morillo, N. Hanel, E. Martín (red.): Limes XX. Estudios sobre la Frontera Romana. Anejos de Gladius 13/2. Madrid, 2009, s. 679-692, ISBN 978-84-00-08856-9
- J. Salido Dominguez: “La investigación sobre los horrea de época romana: balance historiográfico y perspectivas de futuro”. CUPAUAM 34, 2008, s. 105-124, ISBN 978-84-00-08856-9 http://www.uam.es/otros/cupauam/pdf/Cupauam34/3405.pdf
- J. Salido Dominguez: “Los sistemas de almacenamiento y conservación de grano en las villae hispanorromanas”. W: C. Fernández Ochoa, V. García-Entero, F. Gil Sendino (red.): Las villae tardoromanas en el Occidente del Imperio. Arquitectura y función. IV Coloquio Internacional de Arqueología de Gijón. 26, 27 y 28 de octubre de 2006. Gijón, 2008, s. 693-706, ISBN 978-84-9704-363-2